# Тенак (Дордонь)
Тенак (фр. Thénac) — коммуна на юго-западе Франции в департаменте Дордонь административного региона Аквитания. 

## География
Территория коммуны вплотную примыкает к землям соседнего департамента Ло и Гаронна

## История
В 1973 году небольшие коммуны Монбо (фр. Monbos) и Пюигийем (фр. Puyguilhem) были включены в состав коммуны Тенак. До 1 января 2001 года они имели ассоциированный статус, но после этой даты произошло полное слияние.

## Достопримечательности
- Развалины бастиды Пюигийем
- Приорство в Монбо (XI—XII века)
- Шато Паниссо
- Шато Пюигийем, внесено в дополнительный список исторических памятников Франции. Не следует его путать с шато Пюигийем в Вилларе.

### Бастида Пюигийем
Название «Puyguilhem» на окситанском языке означает «холм Гийома».
Изначально на месте этого небольшого поселения исторического края Пурпурный Перигор (регион в окрестностях Бержерака) находился замок. 15 марта 1265 года три местных сеньора уступили свои права на крепость Пюигийем и прилегающие к ней земли английскому королю Генриху III. 26 марта того же года англичане основали бастиду вокруг крепости и строительные работы поручили сенешалю Жану де Грайи. Бастида получила имя Сент-Элали-де-Пюигийем (фр. Sainte-Eulalie-de-Puyguilhem).
Бастида пережила несколько буйных периодов в XIV веке и в ходе Столетней войны. Тем не менее, её стратегическая ценность была невелика. В 1338 или 1339 году её осадили отряды сенешаля Тулузы Пьера де ла Пайне. Именно в ходе этой осады в регионе впервые применили пороховую артиллерию.
В XVII веке бастида стала собственностью герцога Лозена, которого при Версальском дворе называли «Peguilhin», что было офранцуживанием окситанского «Puyguilhem».

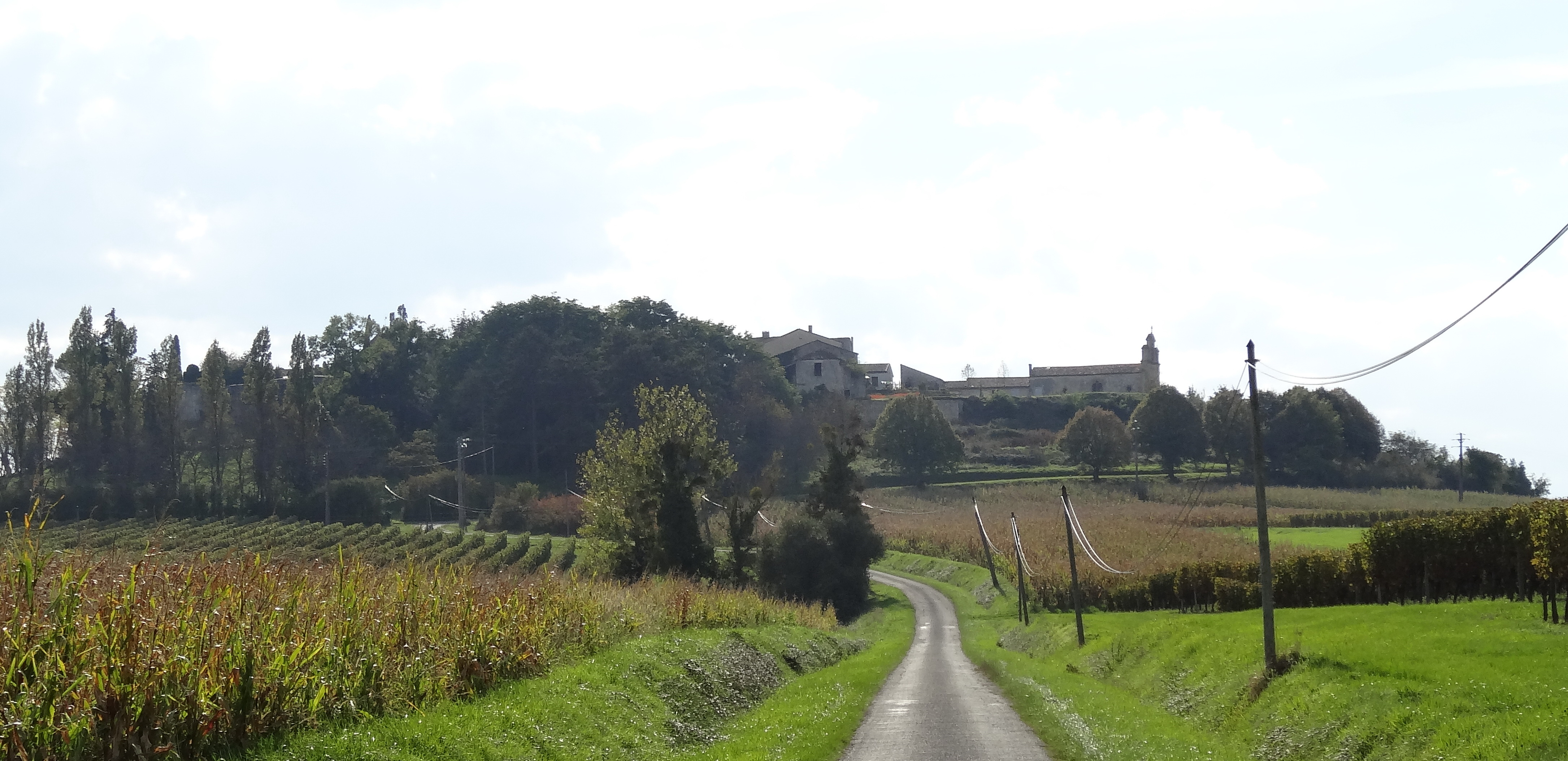
Прежняя коммуна Пюигийем на холме
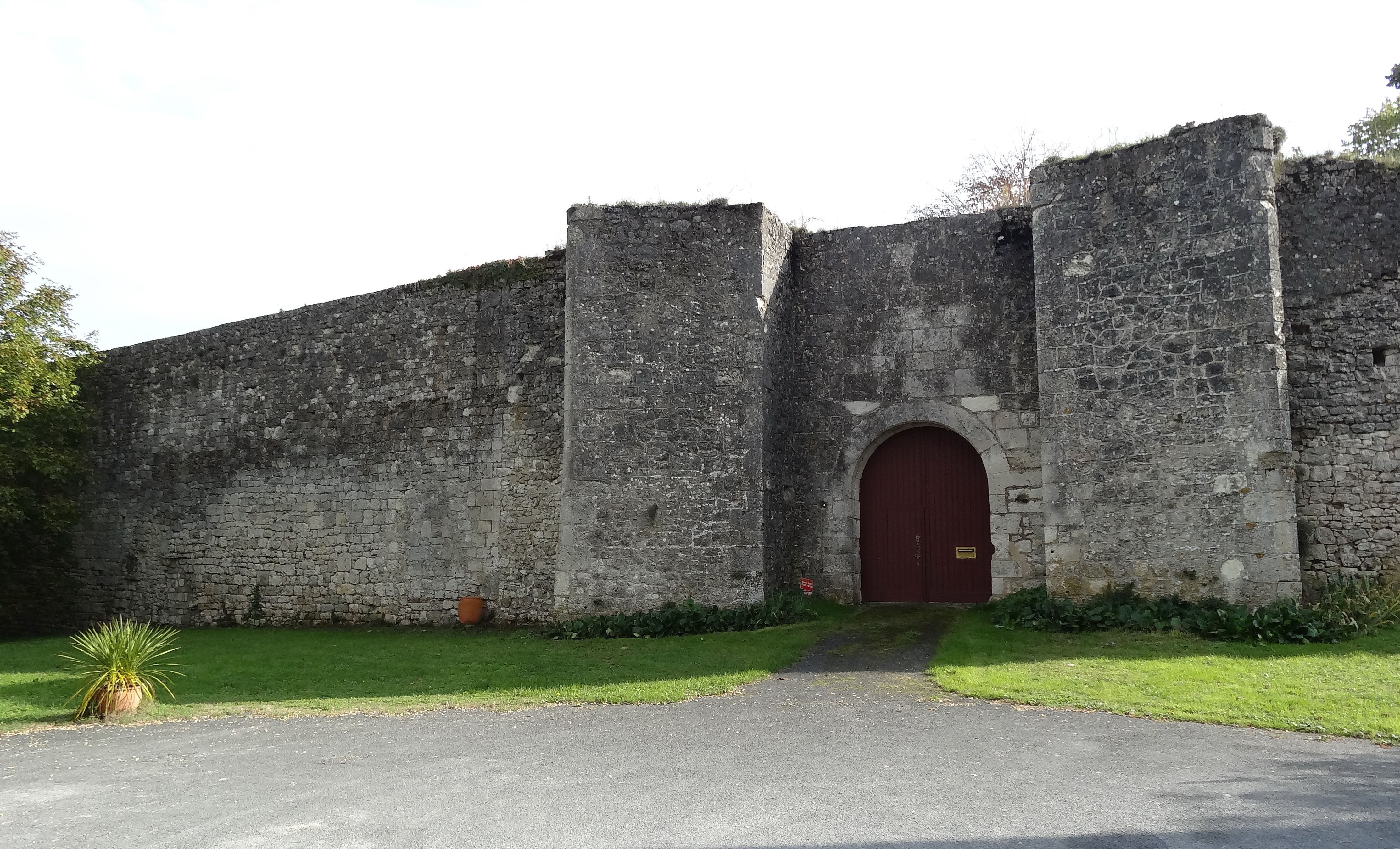
Стена и ворота шато де Пюигийем
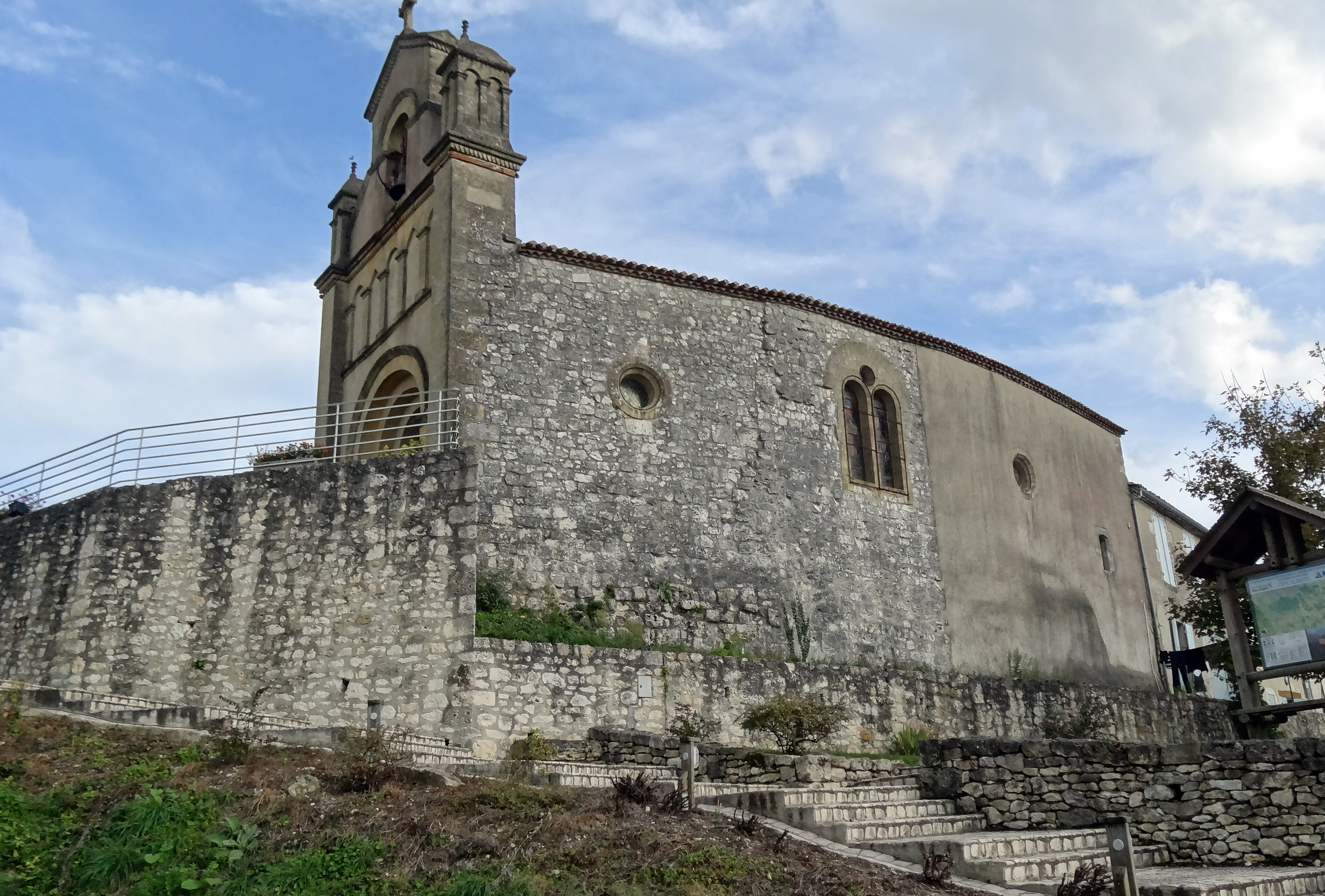
Церковь и мэрия (пристроена позади) прежней коммуны Пюигийем

## Городская жизнь
Каждое лето в церкви приорства Монбо устраивается фестиваль классической музыки